# Regla dels 180 graus

Aquest esquema mostra l'eix entre dos personatges i l'arc dels 180° sobre el qual es poden col·locar les càmeres (verdes). En fer un tall de l'arc verd a l'arc vermell, els personatges canvien de lloc a la pantalla.

En la creació de pel·lícules, la regla dels 180 graus és una pauta bàsica sobre la relació espacial en pantalla entre un personatge i un altre personatge o un objecte dins d'una escena. Mantenint la càmera en un costat d'un eix imaginari entre dos personatges, el primer personatge sempre es troba a la dreta del segon personatge. Si es mou la càmera sobre l'eix es diu saltar la línia o creuar la línia
La regla dels 180 graus permet al públic connectar-se visualment amb moviments invisibles que succeeixen al voltant i darrere del tema immediat i és especialment important en certs casos, per exemple, en la narració de les escenes d'una batalla.

## Exemples
En una escena de diàleg entre dos personatges, es pot imaginar una línia recta traçada entre els dos personatges i s'estén a l'infinit. Si la càmera es manté en un costat d'aquesta línia, la relació espacial entre els dos personatges serà consistent des d'un pla a un altre, encara que un dels personatges no estigui a la pantalla. Canviar a l'altre costat dels personatges en un tall revertirà l'ordre dels personatges d'esquerra a dreta i pot desorientar el públic.
Es pot utilitzar un jump cut per tal d'indicar el temps. Si un personatge surt del pla per la banda esquerra i entraen el pla següent per l'esquerra i en un lloc diferent, pot donar-li la sensació d'haver passat un període llarg de temps .
La regla també s'aplica al moviment d'un personatge com una "línia" creada pel camí que segueix el personatge. Per exemple, si un personatge camina en una direcció cap a l'esquerra i ha de ser agafat per una altra càmera, el personatge ha de sortir del primer pla per l'esquerra i entrar per la dreta en el següent quadre.
Un altre exemple podria ser una persecució de cotxes: si un vehicle surt del costat dret del marc en un pla determinat, ha d'entrar des del costat esquerre del marc al següent pla. Sortir de la dreta i entrar des de la dreta crea un sentit similar de desorientació com en l'exemple del diàleg.

## Talls inversos
La línia imaginària permet als espectadors orientar-se amb la posició i la direcció de l'acció dins d'una escena. Si un pla després d'un altre pla anterior en una seqüència es troba al costat oposat de la línia dels 180 graus, llavors es diu "reverse cut". Els talls inversos desorienten l'espectador presentant un punt de vista contrari de l'acció en una escena i, consegüentment, alteren la perspectiva de l'acció i l'orientació espacial establerta en el pla original.
Hi ha diverses maneres d'evitar confusions relacionades amb creuar la línia per raó de situacions particulars causades per accions o situacions en una escena que requeriria trencar la línia dels 180 graus. El moviment de l'escena es pot modificar o les càmeres es configuren a un costat de l'escena, de manera que totes les imatges reflecteixin la vista des d'aquest costat de la línia dels 180 graus.
Una altra manera de permetre creuar la línia és tenir diversos plans amb la càmera movent-se d'un costat de la línia a l'altra durant l'escena. Aquest pla es pot utilitzar per orientar el públic al fet que estiguin mirant l'escena des d'un altre angle. En el cas del moviment, si es veu un personatge caminant cap al marc de darrere a l'esquerra, caminant cap a un cantó de l'edifici a la dreta, mentre caminen per la cantonada de l'edifici, la càmera els pot atrapar cap a la càmera al a l'altre costat de l'edifici que entra al marc des del costat esquerre i, a continuació, camina directament a la càmera i, a continuació, surt del costat esquerre del marc.
Per minimitzar la "sacsejada" entre plans en una seqüència a banda i banda de la línia dels 180 graus, es pot incloure un pla de memòria intermèdia al llarg de la línia dels 180 graus que separi cada costat. Això permet a l'espectador comprendre visualment el canvi de punt de vista expressat en la seqüència.

## Estil
En produccions professionals, la regla aplicada dels 180 graus és un element essencial per a un estil d'edició de pel·lícules anomenat edició de continuïtat. La regla no sempre és obeïda. De vegades, un realitzador trenca deliberadament la línia d'acció per poder crear algun tipus de desorientació. Carl Theodor Dreyer ho va fer a La passió de Jeanne d'Arc ; Stanley Kubrick també ho va fer, per exemple, a l'escena de quarto de bany a The Shining. Els directors Wachowski i Jacques Demy, Tinto Brass, Yasujirō Ozu, Wong Kar-wai i Jacques Tati també van ignorar de vegades aquesta regla com ho va fer Lars von Trier a l'Anticrist. A la pel·lícula "bressol" de la New Wave francesa, À bout de souffle ("Sense alè"), Jean-Luc Godard trenca la regla en els primers cinc minuts en una escena de cotxes que salta entre els seients del davant i del darrere, improvisant una "rebel·lió estètica". "per la qual es coneixeria la New Wave. Quan la regla es trenca accidentalment, o per motius tècnics (com ara la impossibilitat de col·locar una càmera físicament en la posició correcta), hi ha maneres en què l'editor pot intentar amagar l'error. L'editor pot avantposar una o dues paraules de diàleg abans del tall, de manera que l'espectador es concentri en el qual s'està esmentant i pugui tenir menys probabilitats de notar el retall de la norma.
Alguns estils utilitzats amb la regla dels 180 graus poden provocar una emoció o crear un ritme visual. Si es mou la càmera més a prop de l'eix per a obtenir un pla proper, es pot intensificar l'escena quan es combina amb un pla llarg. Quan la càmera es desplaça més lluny de l'eix durant un pla llarg després d'un primer pla, pot provocar una interrupció en l'acció de l'escena.
A l'anime japones Paprika, dos dels personatges principals parlen de creuar la línia i demostren l'efecte desorientador per a l'espectador en el moment en què duen a terme l'acció de creuar la línia.